# Militärische Geschichte Wangerooges

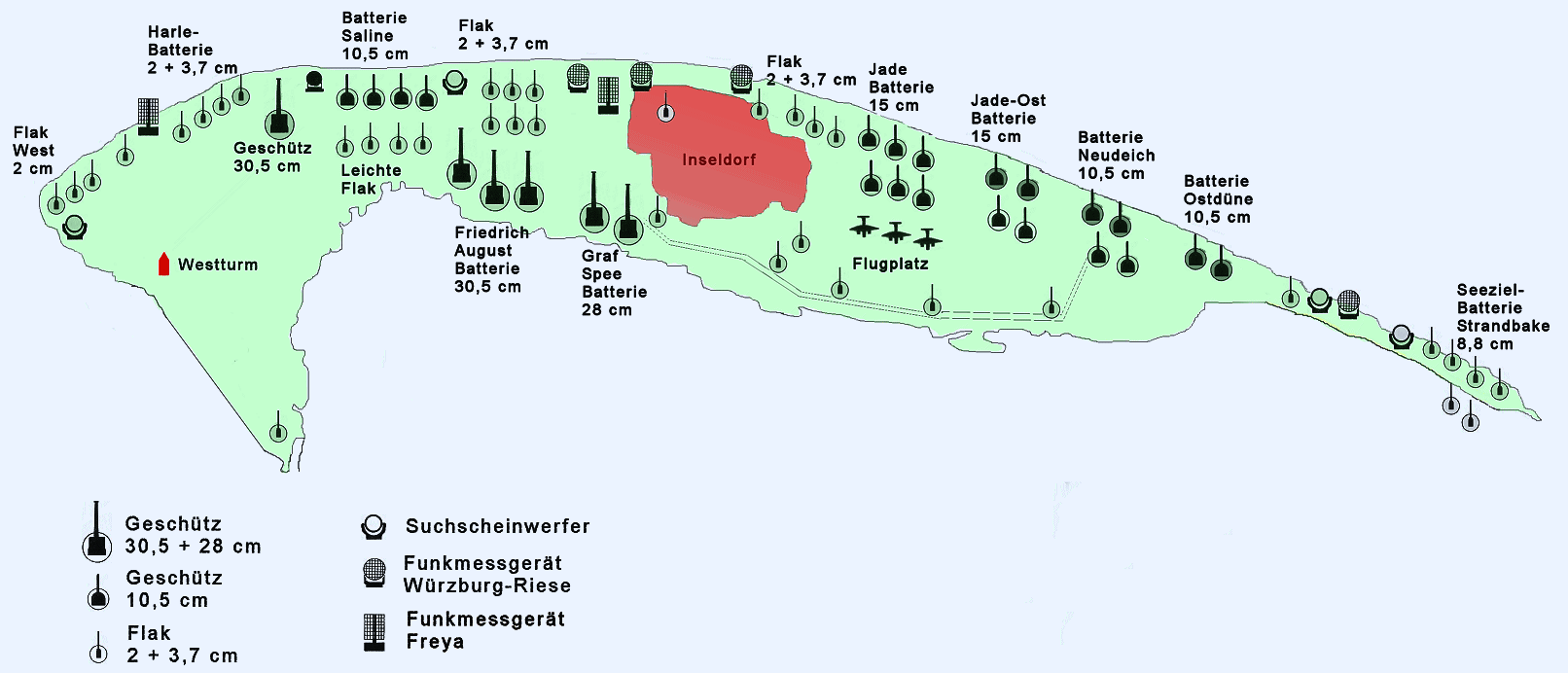
Geschützbatterien und -stellungen auf der Insel im Zweiten Weltkrieg

Während des Zweiten Weltkriegs und auch schon im Ersten Weltkrieg war Wangerooge militärstrategisch die wichtigste der ostfriesischen Inseln, da an ihrer Ostseite die Schifffahrtsrinne zum Reichskriegshafen Wilhelmshaven lag. Daher wurde die Insel stark befestigt.

## Inselbefestigung

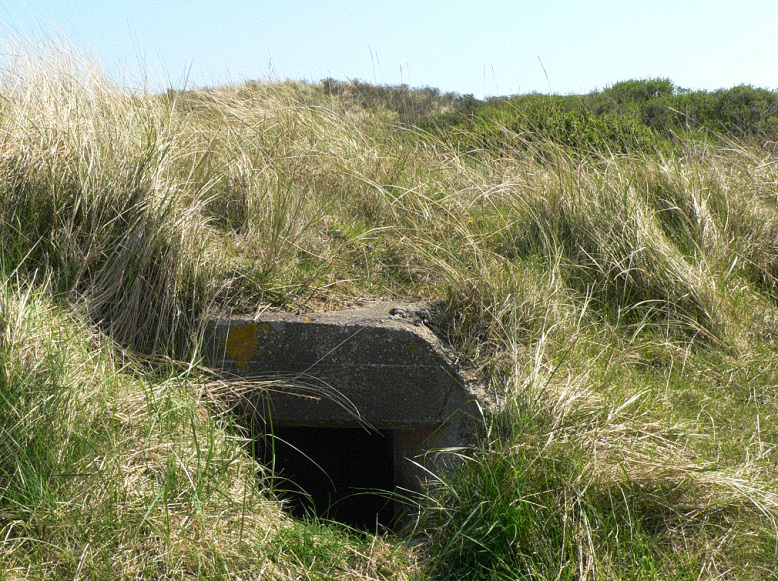
Überwucherter Bunkereingang in den Dünen

Die Insel war bereits vor dem Zweiten Weltkrieg mit Geschützbatterien versehen worden. Das waren groß- und mittelkalibrige Artilleriekanonen gegen feindliche Seeziele, meist an der Nordseite der Insel in den Dünen sowie Flak-Stellungen gegen Luftziele:
- Harle-Batterie
- Batterie Saline
- Jade-Batterie
- Batterie Jade-Ost
- Batterie Neudeich
- Batterie Ostdüne
- Batterie Strandbake
- Friedrich August-Batterie (Inselinneres)
- Graf-Spee-Batterie (Inselinneres)

Jede Batterie verfügte über zwei bis sechs Geschütze mit dazugehörigen Mannschafts-, Munitions- und Führungsbunkern, so dass auf der Insel rund 100 Bunker bestanden. Während des Zweiten Weltkriegs hatte die Insel zeitweise eine militärische Besatzung von bis zu 5000 Mann der Marine und der Luftwaffe. Sinn der Anlagen und der Soldaten war einerseits die Verteidigung gegen feindliche Seeziele, vor allem der Schutz des Fahrwassers zum 30 Kilometer südlich liegenden Reichskriegshafen Wilhelmshaven. Außerdem war Wangerooge Vorposten der Luftverteidigung gegen die auf Deutschland (und den 30 Kilometer südlich liegenden Kriegshafen Wilhelmshaven) anfliegenden alliierten Bomberverbände.
Noch in den letzten Kriegstagen wurde Wangerooge beim Heranrücken der alliierten Truppen auf dem Festland zur Festung erklärt. Die mehrere tausend Mann starke Militärbesatzung bestand zu Kriegsende überwiegend aus jugendlichen Marinehelfern und kriegsversehrten alten Männern. Sie unternahmen, auch durch Einsatz der Inselbevölkerung und ausländischer Zwangsarbeiter, beim Schanzen große Anstrengungen (Ausheben von Panzer- und Schützengräben, Auslegen von etwa 10.000 Minen), um ein Landungsunternehmen zu verhindern. Die Soldaten bereiteten sich auf eine Invasion mit Erdkämpfen vor und richteten Flammenwerfer-, MG- und Pak-Stellungen ein.

### Flugabwehr ab 1939
Auf Wangerooge kam es während des gesamten Zweiten Weltkriegs zu kriegerischen Auseinandersetzungen zwischen Flugzeugen der britischen Luftwaffe (RAF) und den auf der Insel stationieren deutschen Flakeinheiten. Abgesehen von Tieffliegerangriffen zum Kriegsende zielten die Angriffe stets auf militärische Ziele. Nach der britischen Kriegserklärung an Deutschland vom 3. September 1939 kam es am 4. September 1939 bereits zu einem ersten Flugzeugangriff nahe Wangerooge. Er richtete sich gegen ankernde Kriegsschiffe, darunter das Panzerschiff Admiral Scheer auf Schillig-Reede wenige Kilometer südlich der Insel. Der Angriff verlief ebenso wie ein weiterer Luftangriff am 18. Dezember 1939 (Luftschlacht über der Deutschen Bucht) auf Wilhelmshaven äußerst verlustreich für die RAF. Ein hoher Prozentsatz der angreifenden Flugzeuge wurde durch Flakgeschütze und deutsche Jagdmaschinen, die auch von Wangerooge gestartet waren, abgeschossen. Aufgrund dieser Misserfolge infolge der offensichtlichen Luftüberlegenheit der deutschen Luftwaffe, insbesondere durch Jagdflugzeuge, zu Kriegsbeginn, flog das britische Bomberkommando seine Operationen nur noch in der Nacht, ab Oktober 1944 auch wieder am Tage. Im weiteren Kriegsverlauf machte sich schon bald die britische und amerikanische Materialüberlegenheit in der Luft bemerkbar. Flogen in den ersten Kriegsjahren Bomberverbände um die 100 Flugzeuge ein, streiften zum Ende Bomberströme von bis zu 1.000 Maschinen die Insel.

### Flugabwehreinrichtungen
Die anfänglichen militärische Erfolge gegen britische Flugzeugangriffe beruhten auch auf der neuartigen, streng geheimen Radartechnik. Auf der Insel waren verschiedene Funkmessgeräte einer Flugmelde-Leit-Einheit mit dem Decknamen Stellung „Wal“ (Würzburg-, Freya- und Wassermann-Radargeräte) zur Peilung als Teil der Kammhuberlinie aufgestellt. Dadurch konnten Ziele in bis zu 400 Kilometer Entfernung erfasst und eigene Abfangjäger, auch bei der Nachtjagd, ans Ziel geleitet werden. Auch gab es auf der Insel zahlreiche Suchscheinwerfer- und noch weitere kleinkalibrige Flakstellungen, beispielsweise zum Schutz des Fliegerhorstes gegen Tiefflieger.
Während der Kriegszeit kam es fast jede Nacht zu nächtlichem Flakfeuer gegen einfliegende Bomber. In den Nächten wurden bis zu 200 einzeln in das Reichsgebiet einfliegende Feindflugzeuge geortet, die auch Seeminen über den Schifffahrtswegen abwarfen. Auch waren die militärischen Anlagen der Insel kontinuierlich Ziel für Störangriffe von einzeln angreifenden britischen Flugzeugen; einen Großangriff gab es erst zum Kriegsende.

### Fliegerhorst
Die Luftwaffe der Wehrmacht richtete auf dem Flugplatz Wangerooge ab 1939 eine Fliegerhorstkommandantur ein.
Die folgende Tabelle zeigt die vollständige Auflistung aller fliegenden Einheiten die hier zwischen 1939 und 1945 stationiert waren.
| Von            | Bis          | Einheit                                                  | Ausrüstung                          |
| -------------- | ------------ | -------------------------------------------------------- | ----------------------------------- |
| Dezember 1939  | März 1940    | 5./Jagdgeschwader 77 (5. Staffel des Jagdgeschwaders 77) | Messerschmitt Bf 109E               |
| Februar 1940   | Mai 1940     | 10./Jagdgeschwader 2                                     | Arado Ar 68F, Messerschmitt Bf 109D |
| März 1940      | Mai 1940     | II.(Jagd)/Trägergruppe 186                               | Messerschmitt Bf 109E               |
| Juli 1941      | August 1941  | 3./Jagdgeschwader 52                                     | Messerschmitt Bf 109E               |
| September 1941 | Februar 1942 | 1./Jagdgeschwader 1                                      | Messerschmitt Bf 109E               |
| Februar 1942   | März 1943    | 3./Jagdgeschwader 1                                      | Messerschmitt Bf 109E               |
| April 1943     | April 1943   | 6./Jagdgeschwader 11                                     | Messerschmitt Bf 109G               |

### Großangriff 1945

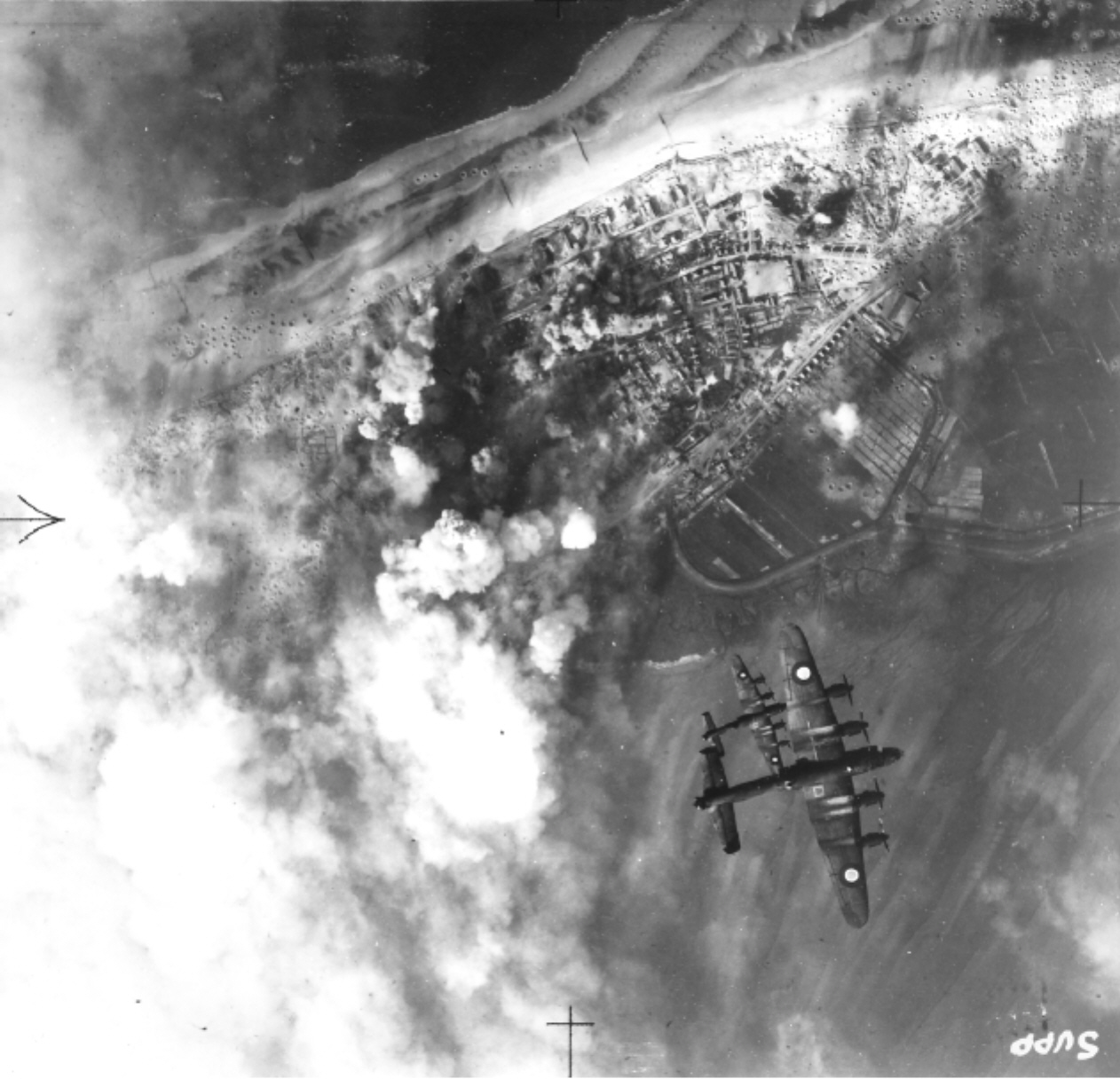
Bombardierung von Wangerooge

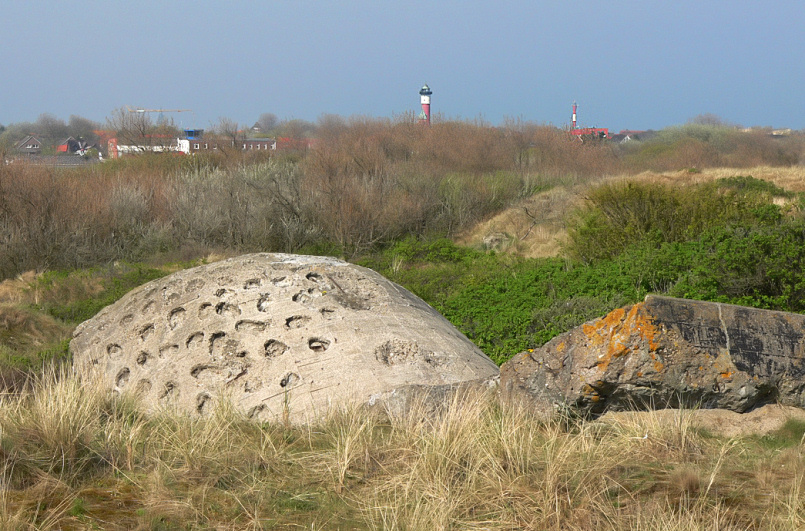
1945 gesprengte Bunker in den Dünen

Beim Heranrücken alliierter Truppen auf dem Festland wurde die Insel in den letzten Kriegstagen noch zur Festung erklärt. Die mehrere tausend Mann starke militärische Besatzung unternahm unter Zuhilfenahme der Bevölkerung beim Schanzen alle Anstrengungen (Ausheben von Panzergräben, Auslegen von etwa 10.000 Minen), um eine Invasion zu verhindern.
Am 25. April 1945 kam es zum Luftangriff auf Wangerooge durch 480 britische, kanadische und französische Bomber, deren Ziel die großkalibrigen Seezielkanonen waren. In nur etwa fünfzehn Minuten fielen in drei Angriffswellen über 6000 Sprengbomben, die eine Kraterlandschaft hinterließen und etwa 300 Menschenleben forderten. Dabei wurden über die Hälfte der Wohnhäuser des Inseldorfs zerstört. Militärisch war der Luftangriff ein Fehlschlag, denn alle Geschützbatterien waren nach wenigen Stunden wieder gefechtsbereit. Daher kapitulierte die Festung Wangerooge auch nicht nach dem Angriff. Erst nach der Unterzeichnung der bedingungslosen Kapitulation für Nordwestdeutschland ging am 5. Mai 1945 um 7 Uhr der Zweite Weltkrieg auch auf Wangerooge zu Ende. Die militärische Besetzung erfolgte ab dem 20. Mai 1945 durch kanadische Truppen.

## Nachkriegszeit

### Demilitarisierung
Nach dem Zweiten Weltkrieg demilitarisierte die britische Besatzungsmacht die Insel und machte die militärischen Hinterlassenschaften unbrauchbar. Die Jade-Kaserne wurde als Schullandheim genutzt. Viele intakt gebliebene Bunker wurden bereits im Juni 1945 von den Alliierten gesprengt. Auf einem intakt gebliebenen Bunker an der Strandpromenade steht heute das Café Pudding. 1951 schuf der Volksbund Deutsche Kriegsgräberfürsorge nahe dem Inseldorf einen Ehrenfriedhof. Hier wurden von den an verschiedenen Stellen angelegten Gräbern 283 Tote zusammengebettet. Bis in die 1970er Jahre waren in den Dünen noch zahlreiche Bunkerreste und Bombentrichter sichtbar. Seither war man aus Fremdenverkehrsgründen bestrebt, diese Kriegsreste zu beseitigen. Heute sind kaum noch Reste der militärischen Vergangenheit auffindbar, da sie mit Sand überschüttet oder von Pflanzen überwuchert sind. In einigen der Bombentrichter haben sich im Lauf der Jahrzehnte ökologisch wertvolle Kleinbiotope entwickelt.
Der vormals militärische Flugplatz, dessen Hallen ebenfalls durch die Besatzungsmacht zerstört worden waren, konnte ab 1952 wieder hergerichtet und für den zivilen Flugverkehr in Betrieb genommen werden.

### Bundeswehr

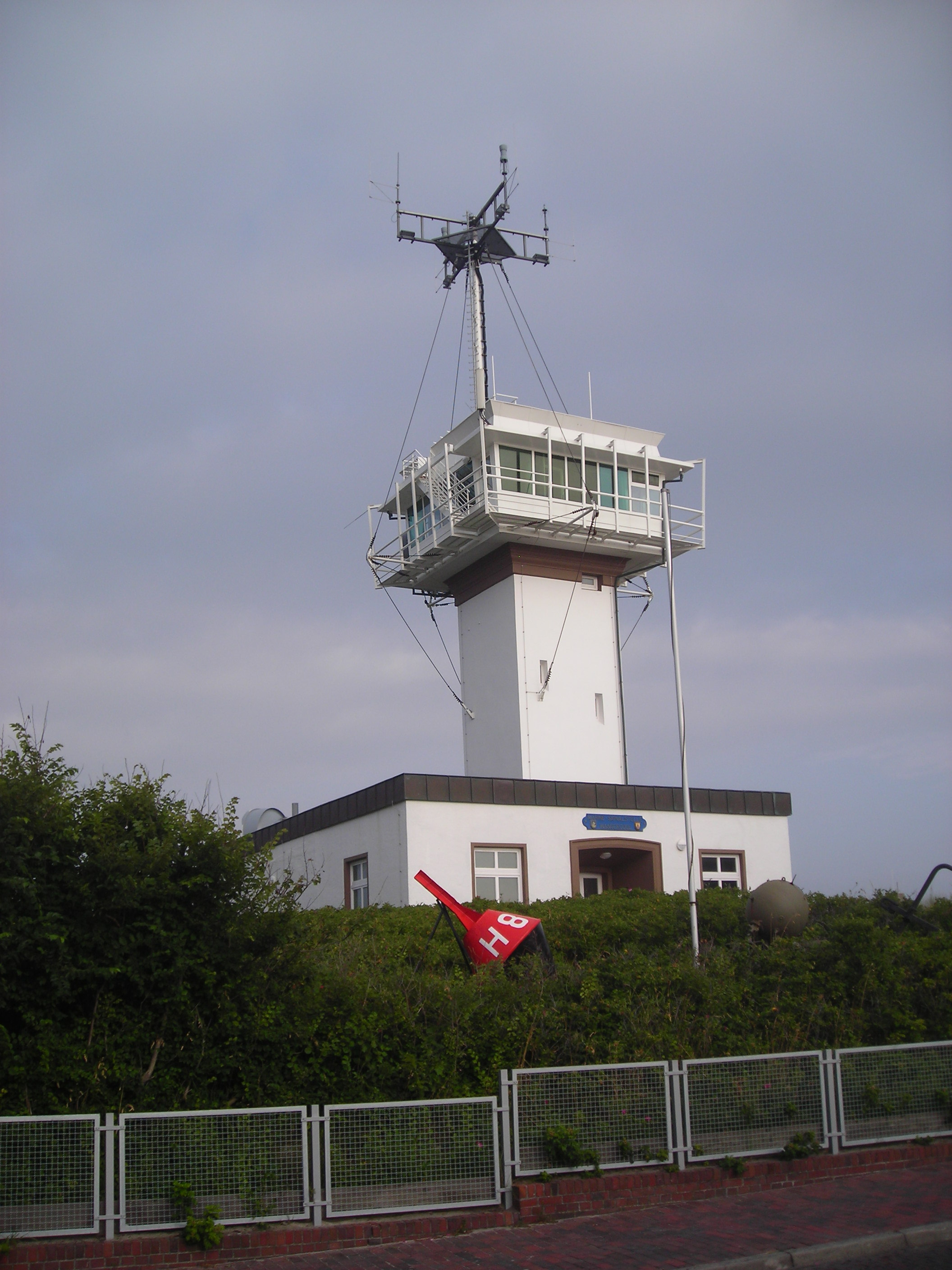
Die ehemalige Marinesignalstelle Wangerooge der Bundesmarine

Die 1956 aufgestellte Bundesmarine richtete auf Wangerooge eine Signalstelle in der Küsten-Beobachtungsstation ein, die 1876 im Westen der Strandpromenade gebaut worden war. Seit 1968 ist die Station unbemannt und diente seitdem als Richtfunk-Station, bis sie Ende der 1990er Jahre aufgelöst wurde. Heute dient der 35 Meter hohe Turm, der eines der Wahrzeichen der Insel ist, als Relaisstation.
Das Bundeswehr-Sozialwerk betreibt auf Wangerooge mit dem Haus Nordsee und dem Haus Jade & Uhrenhaus zwei Häuser zur Erholung der Soldaten und ihrer Angehörigen.

## Fernsehbeitrag
- Eike Besuden: Festung Wangerooge – Der letzte große Angriff der Alliierten im 2. Weltkrieg. In: N3. Radio Bremen, 1995 (45 min, youtube.com).